# Авіаційні втрати сил НАТО і міжнародної коаліції в Афганістані
Авіаційні втрати сил НАТО і міжнародної коаліції в Афганістані — літаки, вертольоти, конвертоплани та безпілотні літальні апарати сил НАТО та міжнародної коаліції, що були утрачені в ході антитерористичних та інших операцій на території Афганістану, починаючи з 2001 року.
Нижче представлені тільки остаточні втрати (тобто літальні апарати, які були повністю знищені або списані через неможливість ремонту), як бойові, так і небойові.
Найбільших авіаційних утрат з країн-членів Північноатлантичного альянсу зазнали США і Велика Британія, а з країн міжнародної коаліції — Австралія.
Найбільш ймовірною причиною втрати літального апарата є помилка екіпажу. Найчастіше літальні апарати зазнавали аварії на території провінції Гільменд.
Кількість жертв аварій коливається у межах 1000 осіб.
Інформація подана у хронологічному порядку подій: починаючи від активний дій на території Афганістану — по цей час.

## Вертольоти

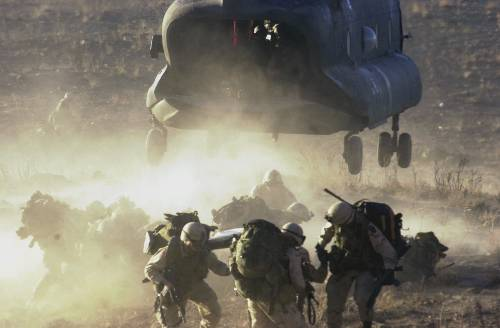
CH-47D «Чінук» під час операції «Анаконда», 2002 рік

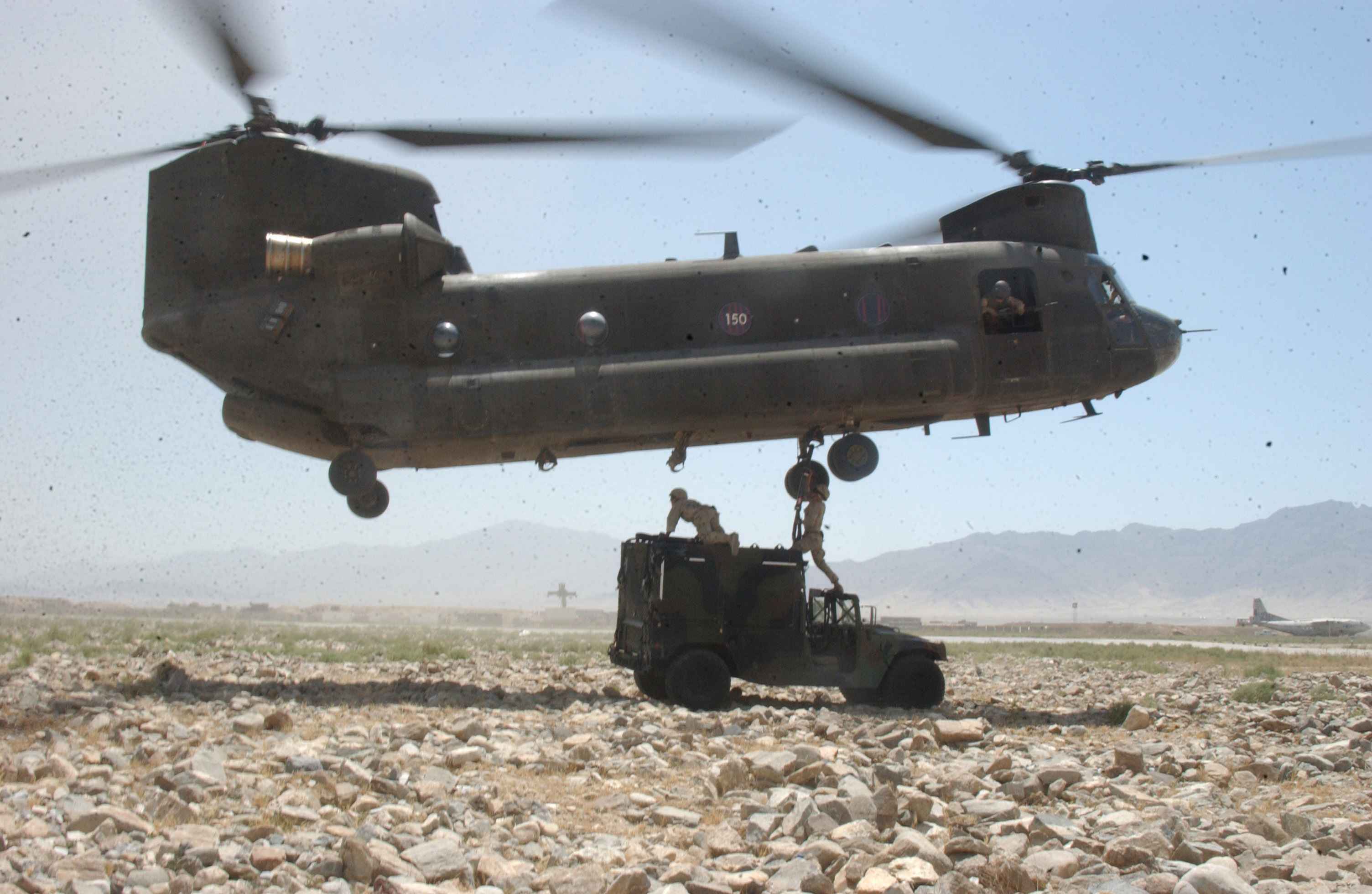
CH-47 «Чінук» в Афганістані, 2004 рік

2001:
- 19 жовтня 2001,  — MH-60K «Блек Гок» (серійний номер 91-26374, Рота C, 1-го батальйону, 160-го авіаційного полку командування сил спеціальних операцій армії США). Зазнав катастрофи під час виконання нічного тренувального польоту над територією Пакистану внаслідок пилової бурі. Два військовослужбовці загинули, інші три — отримали поранення.[1]
- 2 жовтня 2001,  — MH-53M «Пейв Лоу IV» (серійний номер 69-5791, 20-та ескадрилья спеціальних операцій, 16-го крила спецоперацій ВПС США). Під час рятувальної місії зазнав аварії в північній частині Афганістану внаслідок незадовільних погодних умов. 4 члени екіпажу отримали поранення і були евакуйовані 5 годин потому іншим вертольотом. Ушкоджений вертоліт був знищений ударом з повітря з метою запобігання попадання до рук супротивника.[2][3]
- 6 грудня 2001,  — UH-1N «Ірокез» (номер 160440, 365-та ескадрилья середніх вертольотів Корпусу морської піхоти США). Впав і зайнявся під час зльоту з території військової бази морської піхоти Camp Rhino на південь від Кандагара. Причиною аварії стало падіння підйомної потужності при попаданні вертольота в пилову бурю. Незначних поранень зазнали двоє військовослужбовців США.[4][5]

2002:
- 19 січня 2002,  — CH-53E «Супер Стелліон» (серійний номер 163082, 361-ша ескадрилья важких вертольотів, 16-ї морскої авіагрупи, 3-го морського авіакрила Корпусу морської піхоти США). Зазнав катастрофи внаслідок відмови двигунів у гірській місцевості в районі Кабула в 40 милях на південь від авіабази Баграм. Знищений з метою запобігання попадання до рук супротивника. Загинули двоє членів екіпажу і п'ятеро отримали поранення.[6]
- 28 січня 2002,  — CH-47D «Чінук» (серійний номер 84-24174, 101-ша повітряно-десантна дивізія США). При посадці в околицях міста Хост через сильну пилову бурю перекинувся на бік і зайнявся. З 24-х чоловік, що знаходилися на борту, 16 — зазнали незначних поранень і травм. Ушкоджений вертоліт пізніше був знищений.[7]
- 4 березня 2002,  — MH-47E «Чінук» (серійний номер 92-00475, 160-й авіаційний полк спеціальних операцій Армії США). Потрапив під шквальний вогонь супротивника в ході операції «Анаконда». Здійснив вимушену посадку у високогірній місцевості на сході країни. Пізніше знищений з метою запобігання попадання до рук супротивника. При обстрілі вертольота було вбито 7 військовослужбовців США.[8]
- 18 березня 2002,  — MH-53M «Пейв Лоу IV» (серійний номер 68-8286, 20-ї ескадрильї спецоперацій, 16-го крила спецоперацій ВПС США). Розбився під час вимушеної посадки в районі Тарін Ковт провінції Урузган унаслідок поганої видимості. З тих, хто знаходився на борту, троє військовослужбовців зазнали різного ступеня травми й були евакуйовані рятувальною командою. Вертоліт у результаті аварії отримав суттєві ушкодження та був визнаний таким, що не підлягає відновленню.[9][10][11]
- 10 квітня 2002,  — AH-64A «Апач» (серійний номер 89-00209, рота А, 3-го батальйону, 101-ї повітряно-десантної дивізії Армії США). Розбився на північ від Кандагара з технічних причин у нічний час під час повернення в парі з іншим вертольотом із бойової місії. Обидва члени екіпажу зазнали серйозних травм.[12][13][14]
- 13 серпня 2002,  — AH-64A «Апач» (серійний номер 88-00261, Армія США). Зазнав аварії з технічних причин під час польоту у високогірних умовах на південь від Кабула. Обидва члени екіпажу отримали незначні травми. Пошкоджений вертоліт був знищений.[15][16]
- 1 листопада 2002 —  — MH-47E «Чінук» (Армія США). Зіштовхнувся з іншим MH-47E.[17]
- 21 грудня 2002,  — CH-53GS «Сі Стелліон» (серійний номер 85+09, 25-й авіаполк Сухопутних військ Німеччини). Розбився на околицях Кабула під час патрулювання місцевості. Загинули всі 7 військовослужбовців німецького контингенту ISAF, що знаходилися на борту. Свідки катастрофи повідомили про те, що під час польоту у вертольота відмовив один із двигунів. Як одну з версій причини катастрофи було названо неправильне складання вузлів вертольота, після його доставки з Німеччини до Афганістану.[18][19]

2003:
- 30 січня 2003,  — MH-60L «Блек Гок» (серійний номер 89-26185, 160-й авіаційний полк спеціальних операцій Армії США). Зазнав аварії в ході тренувального польоту. Увесь екіпаж — 4 офіцери — загинули.[20]
- 23 березня 2003,  — HH-60G «Пейв Гок» (серійний номер 97-26778, 347-ма оперативна група ВПС США). Розбився зв 40 км на північ від Газни під час вильоту через евакуацію двох поранених афганських дітей. Катастрофа виникла при спробі дозаправитися в повітрі. Загинули всі шість військовослужбовців США, що знаходились на борту.[21][22]
- 24 квітня 2003,  — CH-47D «Чінук» (серійний номер 90-00217, Рота С, 7-го батальйону, 101-го авіаполку, 101-ї авіабригади, 159-ї авіагрупи, 101-ї повітряно-десантної дивізії Армії США). У результаті відмови двигуна здійснив жорстку посадку в районі Спін-Болдак провінції Кандагар. З 41 військовослужбовця, які знаходились на борту, ніхто не зазнав поранень. Ушкоджений вертоліт пізніше був знищений силами ISAF з метою запобігання попаданню до рук супротивника.[23]
- 3 червня 2003,  — AH-64A «Апач» (серійний номер 89-00258, Армія США). Зазнав аварії в околицях Ургуна провінції Пактика. Пілоти не постраждали, вертоліт знищений з метою запобігання попаданню до рук супротивника.[24][25]
- 23 листопада 2003,   — MH-53M «Пейв Лоу IV» (серійний номер 70-1625, 20-та ескадрилья спецоперацій, 16-го крила спецоперацій ВПС США). Зазнав катастрофи через відмову двигуна одразу після зльоту з військової авіабази в Баграмі. З 13 військовослужбовців США, що знаходились на борту, 5 загинуло, а інші — зазнали поранень.[26][27]

2004:
- 26 квітня 2004,  — CH-46Е «Сі Найт» (266-та ескадрилья середніх морських вертольотів Корпусу морської піхоти США). Розбився при посадці внаслідок втрати підйомної потужності та просторової дезорієнтації пілотів в умовах сильної пилової бурі. Про постраждалих не повідомлялося. Пошкоджений вертоліт було списано й повернуто у США — у центр авіакосмічної техніки, виведеної зі складу військової авіації США (штат Аризона). Надалі розібраний на запчастини.[28][29][30]
- 28 червня 2004,  — AH-64A «Апач» (серійний номер 89-00263, Армія США). Здійснив аварійну посадку на північ від Калата провінції Забуль і згорів. Екіпаж відбувся незначними травмами.[31][32]
- 12 серпня 2004,   — UH-60L «Блек Гок» (серійний номер 96-26699, рота B, 2-го батальйону, 25-го авіаційного полку Армії США). Зазнав катастрофи в провінції Хост у результаті небезпечного маневру пілота. Загинув 1 член екіпажу, а інші 14 військовослужбовців США — зазнали травм.[33][34]
- 29 серпня 2004,  — AH-64D «Апач» (серійний номер Q-20, Королівські ВПС Нідерландів). Під час патрулювання місцевості внаслідок помилки пілота зазнав аварії за 20 км на північ від Кабула. Пізніше списаний. Один із членів екіпажу в результаті аварії отримав незначні ушкодження.[35][36]
- 20 жовтня 2004,   — HH-60G «Пейв Гок» (серійний номер 87-26014, 66-та рятувальна ескадрилья ВПС США). Розбився в провінції Герат на схід від Шинданда при спробі евакуювати пораненого афганця. Унаслідок поганої видимості ненароком зачепив гвинтом стіну каньйону, перевернувся й скотився униз. Постраждали 3 члени екіпажу, 1 з них — помер від отриманих травм на наступний день. Ушкоджений вертоліт знищений американськими військовими на місці аварії.[37][38]
- 16 грудня 2004,  — OH-58D «Кайова» (серійний номер 96-00033, Армія США). Впав у провінції Герат за 4 кілометри на північ від аеродрому Шинданд. Обидва пілоти отримали поранення, вертоліт повністю розбитий.[39][40]

2005:
- 6 квітня 2005,  — CH-47D «Чінук» (серійний номер 88-00100, рота «F», 159-й авіаційний полк Армії США). Зазнав катастрофи в районі Дах Худайдад на південь від міста Газни в умовах пилової бурі при поверненні на авіабазу Баграм. Загинуло 15 військовослужбовців США і 3 американських спеціалісти компанії Halliburton.[41][42][43]
- 28 червня 2005,  — MH-47D «Чінук» (серійний номер 89-00146, 160-й авіаційний полк спеціальних операцій Армії США). Збитий пострілом із РПГ у районі Асадабада провінції Кунар поблизу афгано-пакистанського кордону. Загинуло 16 військових, усі — військовослужбовці спеціальних підрозділів США, у тому числі 8 з підрозділу SEAL.[44]
- 27 липня 2005,  — CH-47D (серійний номер D-105, 298-ма ескадрилья Королівських ВПС Нідерландів). Перевернувся й згорів при посадці в нічних умовах на південь від міста Спін Болдак провінції Кандагар. Причина катастрофи — помилкова дія екіпажу. На борту знаходились 6 військовослужбовців коаліційних сил і 25 військовослужбовців Збройних сил Афганістану. Постраждалих немає.[45]
- 29 липня 2005,  — AH-64D «Апач» (серійний номер 00-05179, Армія США). Розбився під час тренувального польоту на полігоні в районі авіабази Баграм. Обидва члени екіпажу отримали поранення.[46][47]
- 16 серпня 2005,  — AS.532 «Кугуар» (серійний номер ET 657, Збройні сили Іспанії). Зазнав катастрофи в околицях Герата. Загинули всі 17 військовослужбовців, що знаходились на борту. Офіційно причиною катастрофи вважають несприятливі погодні умови та помилкові дії екіпажу. Під час екстреної посадки іншого «Кугуара» (серійний номер ET 651), що летів услід, 5 чоловік отримали травми, а сам вертоліт зазнав несправності.[48][49][50]
- 25 вересня 2005,  — CH-47D «Чінук» (серійний номер 90-00200, Рота D, 113-го авіаційного полку Національної гвардії США). Збитий пострілом із РПГ в районі Дей Чопан у провінції Забуль при поверненні на базу після висадки десанта. Загинули 5 членів екипажу.[51][52]
- 7 жовтня 2005,  — MH-47D «Чінук» (серійний номер 89-00160, 160-й авіаційний полк спеціальних операцій Армії США). Розбився у провінції Кунар, коли при посадці в бойовій зоні випадково зачепив лопатями ротора землю і перекинувся. Із семи чоловік, що знаходились на борту, троє зазнали незначних травм. Вертоліт знищений.[53][54]
- 31 жовтня 2005,  — CH-47D (серійний номер D-104, 298-ма ескадрилья Королівських ВПС Нідерландів). Здійснив жорстку посадку в гірській місцевості під час перельоту з Мазарі-Шаріф в Кандагар. Причина — помилкові дії екіпажу. Поранення зазнав 1 військовослужбовець. Вертоліт знищено з метою запобігання попадання до рук супротивника.[45]
- 4 грудня 2005,  — CH-47D «Чінук» (серійний номер 91-00269, рота D 113-го авіаційного полку Національної гвардії США). Підбитий вогнем супротивника під час посадки на північ від Кандагара. Згорів. На борту знаходилось 5 членів екіпажу і 30 військовослужбовців США, двоє отримали поранення, а інші не постраждали.[52][55]

2006:
- 28 квітня 2006,  — AH-64A «Апач» (серійний номер 90-00338, Національна гвардія США). Розбився в пустелі в районі Калат провінції Забуль під час бойового вильоту. Причина катастрофи — помилкові дії екіпажу, зокрема іншого вертольоту. Один з пілотів отримав тяжкі поранення, інший відбувся незначними травмами.[56][57]
- 5 травня 2006,  — CH-47D «Чінук» (серійний номер 85-24349, 3-й батальйон, 10-го авіаційного полку Армії США). Зазнав катастрофи в гірській місцевості під Асадабадом у провінції Кунар під час місії в підтримку операції «Гірський лев», коли при посадці в нічний час на краю скелі врізався ротором у дерево і впав з урвища. Загинули 10 військовослужбовців США, що знаходились на борту. Один військовослужбовець вижив, встигнувши в останню мить вистрибнути з падаючого вертольота.[58][59][60]
- 2 липня 2006,  — AH-64A «Апач» (Національна гвардія США). Розбився близько 8:30 вечора одразу після зльоту на аеродромі в Кандагарі. Один із членів екіпажу загинув, інший — отримав поранення.[61]
- 11 липня 2006,  — MH-47E «Чінук» (серійний номер 91-00497, 160-й авіаційний полк спеціальних операцій Армії США). Потрапив під обстріл супротивника і здійснив вимушену посадку в районі Сангін провінції Гільменд. Зважаючи на серйозні пошкодження, що були отримані при посадці, вертоліт згодом був знищений ударом з повітря. Серед тих, хто знаходився на борту, постраждалих не було.[62][63]

2007:
- 18 лютого 2007,  — MH-47E «Чінук» (серійний номер 92-00472, 160-й авіаційний полк спеціальних операцій Армії США). Зазнав катастрофи в провінції Забуль унаслідок відмови двигуна. З 22-х офіцерів, що знаходились на борту, 8 військовослужбовців США загинули, а 14 — отримали поранення.[64]
- 30 травня 2007,  — CH-47D «Чінук» (серійний номер 86-01644, 3-й батальйон 82-го авіаційного полку Армії США). Ймовірно збитий з ПЗРК в районі Каджакі в провінції Гільменд у ході нічної операції. Загинули 5 членів екіпажу: 1 канадський і 1 британський військовослужбовці.[65][66]
- 10 серпня 2007,  — CH-47D «Чінук» (серійний номер 83-24123, Армія США). Отримав сильні ушкодження, коли потрапив під гвинт іншого CH-47 під час руління до авіабази в Баграмі. Постраждалих не було. Пошкоджений вертоліт пізніше був списаний.[67][68]
- 13 серпня 2007,  — два AH-64D «Апач» (цільова група Desert Hawk, 1-й батальйон, 285-й авіаційний полк Національної гвардії США). Розбилися у районі Джаджі в провінції Пактія. Перший вертоліт розбився в умовах низької видимості при спробі перелетіти через гірський хребет, зацепивши схил гори і скотившись униз. Пілоти встигли покинути вертоліт, до того як він зайнявся. Під час операції із забезпечення безпеки постраждалого екіпажу інший «Апач», що пролетав у районі пошуку уламків, задів хвостовим ротором схил гори і, втративши керування, урізався у схил пагорба. Члени обох екіпажів зазнали лише незначних травм і були евакуйовані рятувальною командою. Обидва вертольоти знищені.[69][70][71]
- 25 вересня 2007,  — AS.332F «Супер Пума» (серійний номер HD.21-6, 48-ме авіакрило ВПС Іспанії). Перевернувся при посадці і отримав серйозні ушкодження, виконуючи у нічний час евакуацію поранених афганських поліцейських у провінції Бадгіс. Члени екіпажу, зазнавши різних поранень, були евакуйовані іншим вертольотом. Ушкоджений вертоліт знищений бомбовим ударом з повітря.[72][73][74]

2008:
- 5 червня 2008,  — OH-58 «Кайова» (серійний номер 94-0063, 96-й авіабатальйон, 101-ї авіабригади, 101-ї повітряно-десантної дивізії Армії США). Зазнав катастрофи під час іспитового польоту на аеродромі в Кандагарі. Обидва члени екіпажу загинули.[75]
- 17 червня 2008,  — CH-47 «Чінук» (Армія США). Здійснив жорстку посадку в провінції Нурістан і зісковзнув у яр. Екіпаж устигнув евакуюватися і не постраждав. Ушкоджений вертоліт був знищений на місці силами ISAF.[76][77]
- 2 липня 2008,  — UH-60L «Блек Гок» (5-й батальйон, 101-го авіаполку Армії США). Під час бойового вильоту був підбитий вогнем супротивника, через те здійснив вимушену посадку в районі Харвар провінції Логар. Екіпаж вчасно покинув вертоліт до того, як той зайнявся. Ушкоджений вертоліт пізніше був знищений авіаударом з повітря.[78][79]
- 4 вересня 2008,  — Westland Apache AH1 «Апач» (серійний номер ZJ177, Армійська авіація Великої Британії). Здійснив жорстку посадку одразу після зльоту з передової оперативної бази Edinburgh в провінції Гільменд. Екіпаж не постраждав. Вертоліт у результаті отримав сильні ушкодження і пізніше був списаний.[80][81]

2009:
- 16 січня 2009,  — HH-60G «Пейв Гок» (106-те рятувальне авіакрило Національної гвардії США). Упав на північ від Кабула внаслідок несприятливих погодних умов під час виконання рятувальної місії. На борту знаходилось 7 військовослужбовців. Ніхто не загинув. Списаний, як такий, що не підлягає ремонту.[82][83]
- 17 січня 2009,  — CH-47F «Чінук» (серійний номер 05-08012, 7-й батальйон 101-го авіаційного полку Армії США). Був обстріляний із землі, здійснив жорстку посадку в провінції Кунар, перевернувся і згорів. На борту знаходилось 7 військовослужбовців, 1 з яких загинув.[84][85]
- 22 травня 2009,  — AH-64D «Апач» (Рота С, 1-го батальйону, 82-го розвідувального авіаполку, 82-ї бойової авіабригади, 82-ї повітряно-десантної дивізії, 18-го повітряно-десантного корпусу Армії США). Розбився при виконанні бойового завдання в районі Тарін Ковт провінції Урузган. Причина падіння — механічна несправність. Один із пілотів загинув, а інший — зазнав поранення.[86]
- 6 липня 2009,  — CH-146 «Грифон» (серійний номер 146434, 430-та тактична вертольотна ескадрилья ВПС Канади). При зльоті з американської військової бази в провінції Забуль впав на бік і зайнявся. Причиною катастрофи стала несприятлива погодна видимість. Загинули два члени екіпажу і один британський військовослужбовець. Ще два члени екіпажу і один пасажир — були поранені.[87][88].
- 14 липня 2009,  — Мі-26 — на півдні Афганістану ракетою було збито вертоліт молдавської компанії Pecotox Air, на борту якого перебували шість громадян України, троє яких загинули. Вертоліт використовувався в рамках гуманітарної місії під егідою об'єднаних сил[89][90].
- 29 липня 2009,  — HH-60G «Пейв Гок» (129-та рятувальна ескадрилья Національної гвардії США). Потрапив під обстріл супротивника під час проведення рятувальної операції на півдні Афганістану і здійснив вимушену посадку в двох милях від місця бою. Один із пілотів у ході обстрілу отримав осколкові поранення. Екіпаж ушкодженого вертольоту і троє поранених військовослужбовців США були евакуйовані з місця вимушеної посадки силами коаліції. Згодом при спробі евакуювати сам ушкоджений вертоліт виникла пожежа, у результаті якої вертоліт повністю згорів.[91][92]
- 31 липня 2009,  — Мі-24 (Армія Польщі). Зазнав сильних ушкоджень в результаті аварійної посадки через спалах у двигуні, а також після обстрілу з землі в околицях Кабула. З тих, хто знаходився на борту (дев'ять військовослужбовців польського контингенту), ніхто не постраждав. Ушкоджений вертоліт пізніше був списаний.[93][94]
- 6 серпня 2009,  — AH-1W «Супер Кобра» (серійний номер 165055, 169-та морська легка вертольотна ескадрилья Корпусу морської піхоти США). При поверненні з бойового вильоту внаслідок механічних проблем здійснив вимушену жорстку посадку в провінції Гільменд за 6 км на північ від патрульної бази Jaker. Опісля приземлення зайнявся. Обидва пілоти встигли покинути вертоліт і були евакуйовані силами ISAF. Постраждалих немає. Залишки вертольота пізніше були знищені.[95][96][97]
- 19 серпня 2009,  — HC.2 «Чінук» (серійний номер ZA709, 7-ма ескадрилья Королівських ВПС Великої Британії). Потрапив під обстріл і в результаті отриманих ушкоджень здійснив жорстку посадку в районі Санджин провінції Гільменд. На борту знаходилось тільки четверо членів екіпажу. Ніхто не постраждав. Вертоліт пізніше знищений авіаударом.[98]
- 30 серпня 2009,  — HC.2 «Чінук» (серійний номер ZA673, 1310-й авіазагон Королівських ВПС Великої Британії). Здійснив жорстку посадку в результаті несправності двигуна в районі Санджин провінції Гільменд. Ніхто з 19-ти військовослужбовців, які знаходились на борту, не постраждав. Ушкоджений вертоліт був знищений силами коаліції.[99]
- 14 жовтня 2009,  — HC.2 «Чінук» (серійний номер 08-08042, 160-те об'єднання спеціальних операцій авіації США). Здійснив жорстку посадку через технічні проблеми на півдні Афганістану. Постраждалих немає.[100]
- 17 жовтня 2009,  — UH-60 «Блек Гок» (Армія США). Здійснив жорстку посадку в гірському районі провінції Нурістан під час виконання операції з пошуку літака C-12 «Гурон». Екіпаж не постраждав і був евакуйований. Вертоліт був підірван на місці силами коаліції.[101]
- 26 жовтня 2009,  — MH-47G «Чінук» (серійний номер 04-03747, 3-й батальйон, 160-го авіаполку спецоперацій Армії США). Зазнав катастрофи в нічний час у районі Кадіс провінції Бадгіс при поверненні з рейду по боротьбі з наркоторговцями. Офіційна версія катастрофи — погана видимість в умовах пилової бурі і втрата підйомної потужності двигунів. Загинули 10 осіб (7 військовослужбовців США і 3 агенти Управління по боротьбі з наркотиками США).[102][103]
- 26 жовтня 2009,  — AH-1W «Супер Кобра» (серійний номер 165333, 169-та морська легка вертольотна ескадрилья, 39-ї морської авіагрупи, 3-го морського авіакрила, 1-х морських експедиційних військ Корпусу морської піхоти США). Зіштовхнувся з вертольотом UH-1N (серійний номер 159190) в провінції Гільменд при виконанні бойового завдання. Обидва члени екіпажу загинули.[102]
- 26 жовтня 2009,   — UH-1N «Ірокез» (серійний номер 159190, 169-та морська легка вертольотна ескадрилья, 39-ї морської авіагрупи, 3-го морського авіакрила, 1-х морських експедиційних військ Корпусу морської піхоти США). Зіштовхнувся з вертольотом AH-1W (серійний номер 165333) в провінції Гільменд при виконанні бойового завдання. Загинули 2 члени екіпажу, а 2 військовослужбовці — отримали поранення.[102]
- 3 грудня 2009,  — Мі-24В (Збройні сили Польщі). Розбився під час злету з авіабази в провінції Газні з технічних причин. Екіпаж не постраждав.[104]

2010:
- 23 березня 2010,  — S-70A-28 «Блек Хок» (Збройні сили Туреччини). При посадці на базі турецького контингенту в Майдан Шар провінції Вардак зачепив гвинтом схил гори, перевернувся і скотився униз. У результаті катастрофи поранень зазнали двоє турецьких військовослужбовців. Вертоліт — повністю знищений.[105][106][107]
- 9 квітня 2010,  — вертоліт розбився унаслідок технічних причин неподалік міста Калат провінції Забуль. Представник руху Талібан Карі Юсуф Ахмед заявив, що вертоліт був збитий бойовиками, проте командування НАТО цю інформацію заперечила. З тих, хто знаходився на борту, четверо військовослужбовців загинули, а ще декілька — зазнали поранень[108].
- 10 травня 2010,  — MH-60 «Блек Гок» (Армія США). Здійснив вимушену посадку в повіті Санджин провінції Гільменд після того, як, повертаючись на базу з бойового завдання, потрапив під обстріл супротивника. Члени екіпажу не постраждали й були евакуйовані. Ушкоджений вертоліт був знищений ударом із повітря.[109]
- 9 червня 2010,  — HH-60G «Пейв Гок» (55-та рятувальна ескадрилья, 563-ї рятувальної авіагрупи, 23-го авіакрила, 9-ї повітряної армії ВПС США). Збитий пострілом з РПГ у повіті Санджин провінції Гільменд при виконанні завдання з евакуації поранених британських військовослужбовців. З семи членів екіпажу — 4 загинули на місці, 3 були поранені, 1 помер від отриманих ран через три тижні потому.[110][111]
- 21 червня 2010,  — UH-60 «Блек Гок» (серійний номер 92-26448, Рота С, 5-го батальйону, 101-го авіаполку, 101-ї авіабригади, 101-ї повітряно-десантної дивізії Армії США). При заході на посадку в районі Шах Валі Кот провінції Кандагар унаслідок помилкових дій пілота зіштовхнувся з піщаним барханом, перевернувся і зайнявся. На борту знаходилось четверо членів екіпажу, 10 австралійських військовослужбовців і афганський перекладач. Загинули 3 австралійці і 1 пілот. Інші отримали різного роду травми.[112][113]
- 23 червня 2010,  — AW101 «Мерлін» НС.3 (серійний номер ZJ138, 28-ма ескадрилья Королівських ВПС Великої Британії). Здійснив жорстку посадку поблизу військової бази британського контингенту Camp Bastion в провінції Гільменд. Екіпаж не постраждав. Вертоліт, який отримав в результаті пригоди серйозні ушкодження, був пізніше списаний.[114][115][116]
- 22 липня 2010,  — AH-1W «Супер Кобра» (39-та морська авіагрупа, 3-го морського авіакрила, 1-х морських експедиційних сил Корпусу морської піхоти США). Збитий пострілом із РПГ при виконанні бойового завдання поблизу міста Лашкаргах, що в провінції Гільменд. Обидва члени екіпажу загинули.[117][118]
- 25 липня 2010,  — CH-47F «Чінук» (серійний номер 08-08048, Рота B, 6-го авіабатальйону, 101-го авіаційного полку, 101-ї повітряно-десантної дивізії Армії США). Впав на території військової бази Camp Blackhorse в Кабулі через несправність двигуна. На борту знаходилось шестеро членів екіпажу і 22 пасажири. Поранення отримав один пасажир. Пошкоджений вертоліт був списаний та повернутий до США, де сьогодні використовується як наочний навчальний посібник в тренувальному центрі Флориди.[119][120]
- 5 серпня 2010,  — CH-147D «Чінук» (серійний номер 147202, Королівські військово-повітряні сили Канади). Збитий супротивником вогнем зі стрілецької зброї. Здійснив вимушену посадку за 20 км на південь від Кандагара. Знищений у результаті вибуху. Постраждали вісім з двадцяти одного військовослужбовця, які знаходились на борту.[121].
- 21 вересня 2010,  — UH-60L «Блек Гок» (серійний номер 93-26517, Рота B, 5-го батальйону, 101-го авіаполку, 101-ї авіабригади, 101-ї повітряно-десантної дивізії, XVIII повітряно-десантного корпусу Армії США). Розбився рано вранці в районі Дейчопан, що знаходиться на північно-західній частині провінції Забуль, при виконанні бойового завдання. За попередніми даними катастрофа виникла в результаті технічної несправності. На борту знаходились 10 військовослужбовців США, 1 цивільний і 1 військовослужбовець Збройних сил Афганістану. Загинули 9 військовослужбовців США, в тому числі 3 з підрозділу SEAL. Інші отримали поранення різного ступеня важкості.[122][123]
- 3 листопада 2010,  — SA-342M «Газель» (Армія Франції). Через технічні проблеми, що виникли одразу після зльоту з передової бази Morales-Frazier, здійснив жорстку посадку в районі Ніджраб провінції Капіса. Двоє пілотів, що знаходилися на борту, відбулися незначними травмами. Вертоліт у результаті аварії отримав серйозні ушкодження і був визнаним таким, що не підлягає ремонту.[124][125]

2011:
- 26 січня 2011,  — Мі-24 (Армія Польщі). Впав і зайнявся після зльоту з польської військової бази в провінції Газні. Ймовірна причина аварії — технічна несправність. Визнаний таким, що не підлягає ремонту. На борту знаходились чотири члени екіпажу і один військовослужбовець США. Постраждалих немає.[126]
- 4 лютого 2011,  — EC665 «Тайгер» (серійний номер 2032/BHY, 5-й полк бойових вертольотів Армійської авіації Франції). Здійснив жорстку посадку в районі Суробі провінції Кабул на схід від столиці, коли під час нічної місії супроводу внаслідок поганих погодних умов випадково зачепив хвостовим ротором схил гори. Двоє пілотів у результаті аварії отримали незначні травми. Ушкоджений вертоліт був евакуйований на наступний день і пізніше визнаний таким, що не підлягає ремонту.[127][128][129]
- 23 квітня 2011,  —OH-58D «Кайова» (1-й батальйон, 10-го авіаполку, 10-ї авіабригади, 10-ї гірської дивізії, XVIII повітряно-десантного корпусу Армії США). Під час бойового вильоту був підбитий з гранатомета. Здійснив жорстку посадку в провінції Капіса повіту Аласей, який знаходиться за 65 кілометрів на північ від Кабула. Один пілот від отриманих травм помер на місці, інший з пораненнями — був евакуйований пошуково-рятувальною командою. Під час операції з порятунку екіпажу був ушкоджений ще один вертоліт, у результаті чого 1 військовослужбовець США був убитий і 1 поранен. Зруйнований вертоліт пізніше знищений силами коаліції.[130][131][132]
- 16 травня 2011,  — CH-147D «Чінук» (серійний номер 147205, Королівські військово-повітряні сили Канади). Перевернувся і отримав серйозні ушкодження під час нічної висадки десанта в районі Панджвай провінції Кандагар. Поранення отримали 4 канадських військовослужбовці з тридцяти, що знаходились на борту. Ушкоджений вертоліт був евакуйований на авіабазу в Кандагар і пізніше його повернено Канаді, де його списали. Сьогодні він використовується як наочний навчальний посібник для навчання екіпажу.[133][134]
- 26 травня 2011 — — AH-64D «Апач» (серійний номер 04-05425, 1-й батальйон, 4-ї авіабригади Армії США). Розбився в провінції Пактіка и згорів. Один пілот загинув, а інший — отримав поранення.[135]
- 30 травня 2011,  — CH-47D «Чінук» (серійний номер А15-102, 5-й авіаційний полку Армії Австралії). Зазнав катастрофи за 90 кілометрів на схід від міста Тарін Ковт (Tarin Kowt) провінції Забуль. На борту знаходилось 6 військовослужбовців. Один загинув, а всі інші — зазнали поранень. Ушкоджений вертоліт пізніше був знищений силами ISAF.[136]
- 5 червня 2011,  — OH-58D «Кайова» (Армія США). Впав при виконанні бойового завдання в провінції Хост поблизу повіту Сабарі. Причина невідома. Обидва пілоти загинули.[137]
- 10 червня 2011,  — SA-342M1 «Газель» (серійний номер 4158, Армія Франції). Розбився за 20 кілометрів від авіабази в Баграмі в провінції Парван. Причина — несприятливі погодні умови. Обидва пілоти отримали тяжкі поранення. Один з пілотів від отриманих поранень помер у лікарні.[125][138]
- 12 червня 2011,  — Мі-24 (Армія Польщі). Розбився поблизу військової бази Warrior, що в провінції Газні, при поверненні з бойової операції. Офіційна версія аварії — сильний вітер. На борту знаходилось тільки четверо членів екіпажу. Повідомлень про постраждалих не надходило.[139][140]
- 25 червня 2011,  — CH-47 «Чінук» (Армія США). Зазнав аварії в гірській місцевості в провінції Кунар, що на сході країни, при виконанні бойової місії на підтримку операції «Удар молота». Причина аварії — механічна несправність. На борту знаходилось 30 осіб — усі військовослужбовці США і Афганістану. Поранено 12. Загиблих немає. Ушкоджений вертоліт пізніше знищений ударом з повітря.[141][142]
- 25 липня 2011,  — CH-47F «Чінук» (серійний номер 08-08044, рота В, 3-го батальйону, 10-ї гірської дивізії Армії США). Збитий пострілом з РПГ в околицях авіабази Збройних сил Афганістану Nangalam, що в провінції Кунар. Екіпаж зумів посадити вертоліт на землю. З 20-ти військовослужбовців, що знаходились на борту, тільки двоє зазнали незначних травм. В результаті аварії на місті падіння вертоліт повністю згорів.[143][144]
- 6 серпня 2011,  — CH-47D «Чінук» (серійний номер 89-00175, Національна гвардія США). Вертоліт буз збитий пострілом із РПГ о 3-00 годині ночі в околицях міста Саїд Абад, що в провінції Вардак, під час проведення спеціальної операції НАТО. Загинули 22 бійці зі спецпідрозділу SEALS, 5 членів екіпажу, 3 військовослужбовці США, 7 афганських військових, перекладач і службова собака.[145]
- 7 серпня 2011,  — AH-64D «Апач» (серійний номер 03-05415, Армія США). У результаті помилки пілота вертоліт здійснив жорстку посадку на схилі гори в провінції Хост. Члени екіпажу не постраждали і були пізніше евакуйовані. Після декількох безрезультатних спроб евакуювати сам вертоліт, він був знищений силами коаліції.[146][147]
- 8 серпня 2011,  — CH-47F «Чінук» (серійний номер 07-08731, рота В, 3-го авіабатальйону, 10-ї гірськострілецької дивізії Армії США). Здійснив жорстку посадку в околицях районного центру Гардез в провінції Пактія. На борту знаходився тільки екіпаж, який відбувся незначними травмами. Через декілька днів «спеціальна команда» підготувала ушкоджений вертоліт до евакуації з місця аварії, демонтувавши його двигуни, але під час повітряного транспортування за допомогою підвіски СН-53Е, екіпаж останнього з невідомих причин випустив «Чінук» і той упав на землю з висоти кількох десятків метрів.[148][149][150]
- 28 вересня 2011,  — AH-1W «Супер Кобра» (серійний номер 165320, 269-та ескадрильї легких вертольотів, 29-ї авіагрупи, 2-го авіакрила, 2-ї експедиційної дивізії Корпусу морської піхоти США). Під час зльоту з бази морської піхоти Wolfpack в провінції Гільменд зачепився за штучне покриття вертолітного майданчика, упав і зайнявся. Один із пілотів від поранених травм помер на місці, а інший — відбувся незначними пораненнями.[151]

2012:
- 19 січня 2012,  — CH-53D «Сі Стелліон» (серійний номер 157174, 363-ї ескадрильї важких вертольотів, 24-ї авіагрупи, 1-го авіакрила, 3-ї експедиційної дивізії Корпусу морської піхоти США). Розбився при виконанні нічної місії постачання в провінції Гільменд через займання двигуна. Загинули всі 6 військовослужбовців США, що знаходились на борту.[152][153]
- 16 березня 2012,  — S-70A-28 «Блек Гок» (серійний номер 10981, Збройні сили Туреччини). Впав на житлові споруди при виконанні патрулювання в районі Баграма провінції Кабул о 10:30 за місцевим часом. Загинуло 12 військовослужбовців турецького контингенту, що знаходились на борту, а також дві місцеві жительки. Один підліток отримав сильні опіки. Попередня версія катастрофи — технічна несправність.[154][155]
- 2 квітня 2012,  — в афганській провінції Газні радикальним рухом Талібан було збито вертоліт. Інцидент стався вранці поряд з базою американської команди відновлення провінції у складі міжнародних сил сприяння безпеці в Афганістані (ISAF) в повіті Андарі. Вертоліт був збитий вогнем із землі і загорівся при заході на посадку. За даними місцевого польового командира моджахедів, на борту вертольота могли знаходитися 14 військовослужбовців НАТО, які, ймовірно, загинули[156].
- 6 квітня 2012,  — вертоліт НАТО розбився в місті Пулі-Хумрі, адміністративному центрі північно-афганської провінції Баглан. Зі слів начальника управління сил безпеки провінційної поліції Асадулли Ширзада, інцидент стався близько 17:00 в районі Банде Шахабуддін. Вертоліт ще в повітрі розвалився на частини, які при ударі об землю загорілися. Прес-служба Міжнародних сил сприяння безпеці в Афганістані підтвердила падіння вертольота контингенту у вказаному районі, однак не повідомила про причини аварії і жертви. Водночас очевидці стверджують, що, швидше за все, людям, які перебували на борту вертольота, вижити не вдалося[157][158].
- 19 квітня 2012,  — UH-60L «Блек Гок» (серійний номер 90-26206, 2-й батальйон, 25-го авіаполку[en], 25-ї авіабригади, 25-ї піхотної дивізії Армії США). Виконував політ з евакуації постраждалих внаслідок теракту в повіті Гармсер провінції Гільменд і зазнав аварії о 21:40 за місцевим часом. Основна версія катастрофи — несприятливі погодні умови. Всі, хто знаходився на борту (4 військовослужбовця США), загинули.[159]
- 28 травня 2012,  — AH-64D «Апач» (серійний номер 05-07012, 12-ї бойової авіабригади[en], 5-го корпусу, 7-ї армії США). Збитий пострілом зі стрілецької зброї під час патрулювання місцевості в районі Нерх, що в провінції Вардак, на південь від Кабула. Обидва пілоти загинули.[160][161][162]
- 6 червня 2012,  — OH-58D «Кайова» (Армія США). Збитий вогнем супротивника при виконанні бойового завдання в районі Кара Баг провінції Газни. Обидва пілоти загинули.[163]
- 21 червня 2012,  — OH-58D «Кайова» (Армія США). Розбився на території військової бази Сарабаг в місті Хост через відмову двигуна. Обидва пілоти отримали серйозні травми.[164][165][166]
- 18 липня 2012,  — HH-60G «Пейв Гок» (рота F, 5-го батальйону, 159-го авіаційного полку, 12-ї бойової авіабригади[en] Армії США). Розбився в районі проведення бойової операції на півдні від Чагчаран — столиці провінції Гор, під час вильоту на евакуацію поранених військовослужбовців Збройних сил Афганістану. За свідченням представника талібів — вертоліт зіштовхнувся з горою і зайнявся. Чотири члени екіпажу, що знаходились на борту, отримали різного роду травми і були евакуйовані іншим вертольотом.[167][168]
- 16 серпня 2012,  — UH-60L «Блек Гок» (Рота А, 2-го батальйону, 25-го авіаполку, 25-ї авіабригади, 25-ї піхотної дивізії Армії США). Збитий вогнем супротивника під час бойового вильоту в районі Шах Валі Кот в провінції Кандагар. Загинули усі 11 військовиків, які знаходились на борту: 7 військовослубовців США, в том числі двоє з підрозділу SEAL, 3 військовослужбовці Збройних сил Афганістану і перекладач-афганець.[169]
- 27 серпня 2012,  — CH-47 «Чінук» (серійний номер 92-00295, Національна гвардія США). Отримав серйозні ушкодження під час вимушеної жорсткої посадки в нічний час в провінції Логар і був потім знищений силами коаліції. На борту знаходилось тільки 5 членів екіпажа. Ніхто не постраждав і всі були евакуйовані з місця катастрофи.[170][171]
- 30 серпня 2012,  — UH-1Y «Веном» (серійний номер 168038, 469-та ескадрилья[en], 39-ї авіагрупи, 3-го авіакрила, 1-ї експедиційної дивізії КМП США). Перевернувся під час посадки в провінції Гільменд унаслідок помилкових дій пілота в умовах поганої видимості. Загинули 2 австралійських військовослужбовці, що знаходились на борту, а ще 4 — отримали поранення.[172][173][174]
- 5 вересня 2012,  — OH-58D «Кайова» (Армія США). Збитий талібами при виконанні бойового завдання в районі Бабус провінції Логар. Загинули обидва члени екіпажу.[175][176]
- 10 вересня 2012,  — CH-47D «Чінук» (серійний номер 89-00142, 159-й авіаційний полк Армії США). При підготовці до вильоту був вражений прямим попаданням ракети, що випустили таліби. Згорів на території авіабази в Баграмі. 3 співробітники з Управління національної безпеки Афганістану загинули, а ще 2 афганці і декілька військовослужбовців коаліції були поранені.[177][178]

2013:
- 7 лютого 2013,  — OH-58D «Кайова» (Армія США). Розбився при проведенні бойової операції в районі Тагаб провінції Капіса. За свідками очевидців — був підбитий талібами і згорів після приземлення. Обидва члени екіпажу з незначними травмами були евакуйовані рятувальною командою.[179][180]
- 11 березня 2013,  — UH-60L «Блек Гок» (серійний номер 90-26270, рота В, 4-го батальйону, 3-го авіаполку[en], 3-ї бригади армійської авіації, 3-ї піхотної дивізії Армії США). Через несприятливі погодні умови під час нічного патрулювання розбився в районі Даман в околицях Кандагара. Загинули 5 військовослужбовців США, що знаходились на борту.[181]
- 16 березня 2013,  — OH-58D «Кайова» (3-й батальйон, 17-го розвідувального авіаполку, 3-ї авіабригади, 3-ї піхотної дивізії Армії США). Розбився в районі Даман на схід від Кандагара. Один з пілотів загинув, інший отримав поранення і був евакуйований рятувальною командою.[182][183]
- 9 квітня 2013,  — AH-64D «Апач» (серійний номер 09-05636, Національна гвардія США). Розбився при невідомих обставинах під час розвідувального польоту в повіті Пачір Агам провінції Нангархар. Обидва пілоти загинули.[184][185]
- 17 грудня 2013,  — UH-60 «Блек Хок» (серійний номер 09-20186, Армія США). Знищений в результаті вибуху міни в районі Шахджой провінції Забуль. Вибух виник тоді, коли вертоліт наближався до місця посадки. Загинули 6 військовослужбовців США. 1 військовослужбовець отримав поранення.[186][187]

2014:
- 26 квітня 2014,  — «Лінкс» Mk.9 (657-ма ескадрилья Армійської авіації Великої Британії). Розбився в районі Тахта-Пулі в провінції Кандагар. Загинули 5 британських військовослужбовців, що знаходились на борту. Попередня версія катастрофи — технічна несправність.[188][189]
- 28 травня 2014,  — UH-60 «Блек Хок» (Армія США). Розбився в нічний час у районі Маруф провінції Кандагар, урізавшись під час зльоту в телекомунікаційну вишку. Загинув 1 військовослужбовець США, ще 4 — отримали поранення.[190][191]
- 31 травня 2014,  — CH-53E «Супер Стелліон» (серійний номер 163063, 466-та ескадрилья важких вертольотів Корпусу морської піхоти США). Був знищений у результаті жорсткої посадки на ВПП. Екіпаж відбувся незначними травмами.[192]

## Літаки

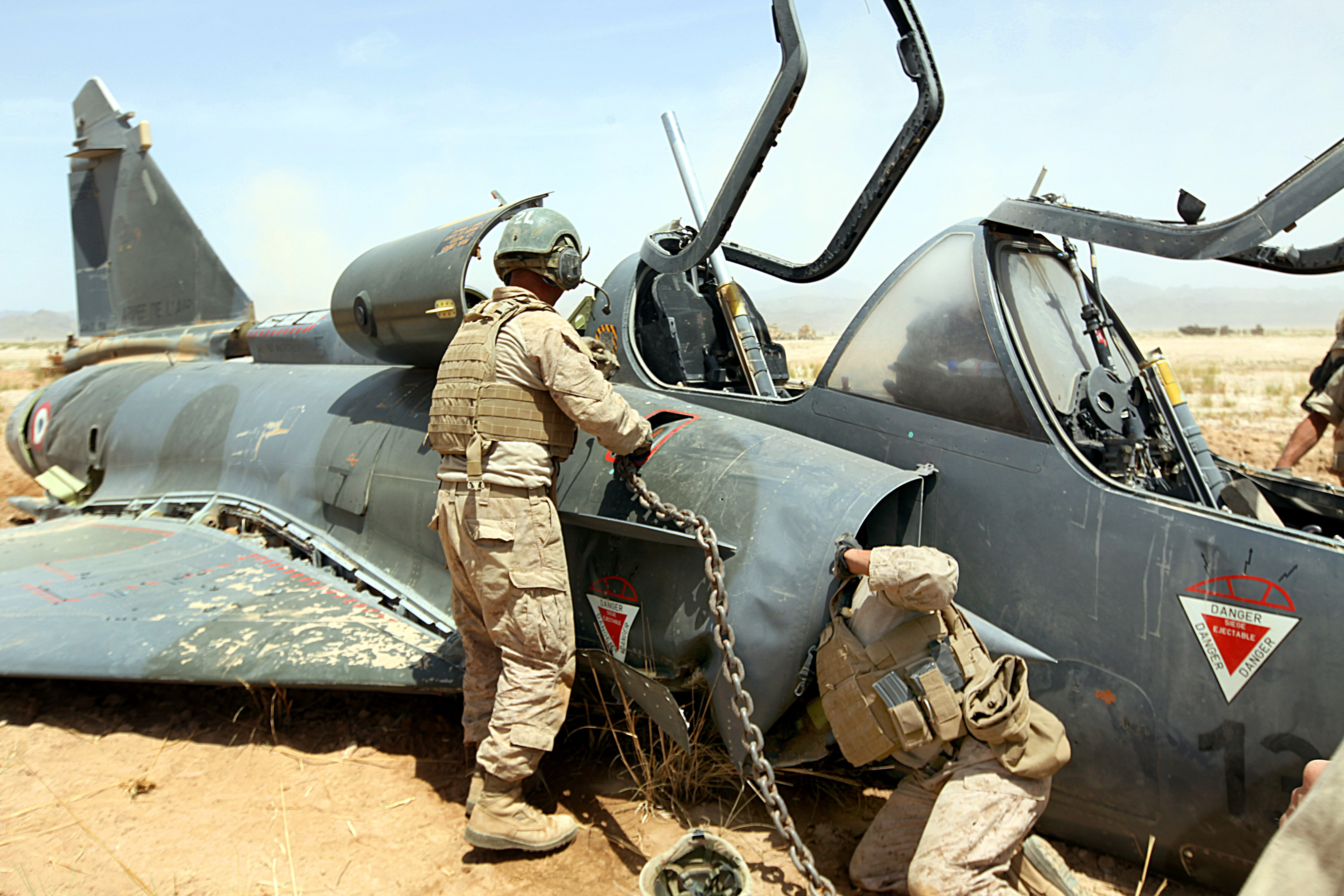
Французький «Міраж 2000», втрачений в Афганістані

2001:
- 12 грудня 2001,  — B-1B «Лансер» (серійний номер 86-0114, ВПС США). Направляючись в Афганістан на бойове завдання, впав в Індійський океан через відмову одного з двигунів у 60-ти милях на північ від авіабази на острові Дієго-Гарсія. Екіпаж катапультувався і був підібраний командою есмінця «Russell».[193][194]

2002:
- 9 січня 2002,  — KC-130R «Геркулес» (серійний номер 160021, Корпус морської піхоти США). Зіштовхнувся з горою в нічний час на північному заході Пакистану поблизу міста Шамсі. Всі 7 членів екіпажу загинули.[195]
- 13 лютого 2002,  — MC-130Р «Комбат Шедов» (серійний номер 66-0213, ВПС США). Розбився у віддаленому районі на сході Афганістану. вісім членів екіпажу отримали незначні травми. Ушкоджений літак був знищений на місці американськими військовими.[196][197]
- 8 березня 2002,  — F-14А «Томкет» (серійний номер 158618, 211-та винищувальна ескадрилья Тихоокеанського флоту ВМС США). При поверненні з бойової місії в Афганістані під час нічної посадки на борт авіаносця «John C. Stennis» не зміг зупинитися через несправність тормозного гака і впав у воду Аравійського моря. Обидва пілоти встигли катапультуватися і були підібрані рятувальним вертольотом.[198][199][200]
- 13 червня 2002,  — MC-130H «Комбат Телон II» (серійний номер 84-0475, ВПС США). Зазнав катастрофи одразу після зльоту в 35 милях на північ від Гардеза, що в провінції Пактія. З 10 осіб, що знаходилися на борту, загинуло 2 члени екіпажу і 1 військовослужбовець США. Інші 7 отримали незначні поранення.[201][202]

2005:
- 22 червня 2005,  — U-2S «Дрегон Леді» (ВПС США). Розбився під час нічної посадки на авіабазі Al Dhafra в ОАЕ при поверненні з розвідувальної місії в Афганістані. Пілот загинув. Причина катастрофи — сукупність технічних проблем і людського фактора.[203][204]
- 14 жовтня 2005,  — Harrier II GR7А (серійний номер ZD469, Королівські ВПС Великої Британії). Один з двох літаків, що був пошкоджений при ракетному обстрілі аеродрому Кандагара, повернено Великій Британії, де був визнаний таким, що не підлягає ремонту. Інший літак Harrier II відремонтували на місці.[205][206]

2006:
- 24 травня 2006,  — C.1 «Геркулес» (серійний номер XV206, 47-ма ескадрилья Королівських ВПС Великої Британії). При посадці в Лашкар Гах, столиці провінції Гільменд, підірвався на протитанковій міні і повністю згорів. 9 членів екіпажу і 28 пасажирів (в тому числі і посол Великої Британії в Афганістані), що знаходились на борту, встигли евакуюватися. Легкі травми зазнали троє пасажирів.[207][208]
- 31 серпня 2006,  — F-16A Block 20MLU «Файтінг Фалкон» (серійний номер J-364, 312-та ескадрилья Королівських ВПС Нідерландів). Розбився о 7:00 ранку за місцевим часом в провінції Газни при поверненні з бойового вильоту. Пілот загинув. Причина катастрофи не з'ясована.[209][210]
- 2 вересня 2006,  — «Нимрод» MR.2 (серійний номер XV230, Королівські військово-повітряні сили Великої Британії). Зазнав катастрофи в 20 км на захід від Кандагара при виконанні розвідувального польоту. Причиною катастрофи стала пожежа на борту літака, що виникла внаслідок дозаправки у повітрі. Всі 14 британських військовослужбовців загинули.[211][212]

2007:
- 20 березня 2007,  — F/A-18C «Супер Горнет» (серійний номер 164725, 323-тя ударна винищувальна ескадрилья Корпусу морської піхоти США). Направляючись на бойову місію в Афганістан, впав вночі у води Аравійського моря одразу після зльоту з авіаносця «John C. Stennis». Пілот встиг катапультуватися і був підібраний рятувальним вертольотом.[213][214]
- 24 серпня 2007,  — C.1P «Геркулес» (серійний номер XV205, 47-ма ескадрилья Королівських ВПС Великої Британії). Отримав серйозні ушкодження при посадці в нічних умовах в пустелі. Пізніше був знищений на місці аварії британськими військами. Про постраждалих не повідомлялося.[215]

2008:
- 4 квітня 2008,  — B-1B «Лансер» (серійний номер 86-0116, ВПС США). Після повернення з бойового вильоту в Афганістан під час посадки на авіабазі Al-Udeid в Катарі через відмову гальмівної системи, не зміг вчасно зупинитися і врізався в бетонний бар'єр. В результаті пожежі і подальшої детонації боєприпасів літак був повністю знищений. Також отримали ушкодження два транспортні літаки C-130J «Геркулес». Екіпаж встиг вчасно покинути літак і не постраждав.[194][216][217]
- 21 жовтня 2008,  — P-3 «Оріон» (ВМС США). При посадці на авіабазі в Баграмі з'їхав з ВПП і в результаті пожежі був знищений. Один член екіпажу отримав незначні травми.[218]

2009:
- 14 травня 2009,  — Harrier II GR9 (серійний номер ZG478, 1-ша винищувальна ескадрилья військово-морського ударного авіакрила Королівських ВПС Великої Британії). При посадці на аеродромі Кандагара через високу швидкість зниження у літака відмомили шасі, у результаті чого він врізався у ВПП і зайнявся. Пілот катапультувався. Літак згорів.[219][220]
- 18 липня 2009,  — F-15E «Страйк Ігл» (серійний номер 90-0231, 336-та винищувальна ескадрилья[en], 4-ї оперативної групи, 4-го винищувального авіакрила ВПС США). При проведенні авціаційної підтримки наземних сил розбився через помилкові дії пілота. Впав на сході країни в провінції Газни. Обидва члени екіпажу загинули.[221]
- 20 липня 2009,  — «Торнадо» GR4 (серійний номер ZA596, 12-та ескадрилья, 1-ї бойової авіагрупи, 140-го експедиційного авіакрила Королівськиї ВПС Великої Британії). Розбився на аеродромі Кандагара під час зльоту. Обидва члени екіпажу встигли катапультуватись. Літак згорів.[222][223]
- 25 серпня 2009,  — F/A-18C «Горнет» (серійний номер 164668, 113-та ударна винищувальна ескадрилья, 14-го авіаносного авіакрила Тихоокеанського флоту ВМС США). Загорівся на аеродромі Кандагар під час виконання поточного техобслуговування. Списаний як такий, що не підлягає ремонту.[224]
- 13 жовтня 2009,  — C-12 «Гурон» (серіний номер 78-23135, Армія США) Розбився в гірському районі провінції Нурістан, виконуючи розвідувальний польот. Екіпаж складався з 3-х цивільних підрядчиків — персоналу компанії Lockheed Martin. Всі загинули.[101]

2010:
- 5 лютого 2010,  — C-130Е «Геркулес» (серійний номер 1506, ВПС Польщі). Здійснив аварійну посадку в аеропорту Мазарі-Шаріфа в провінції Балх після того, як під час польоту, намагаючись уникнути зіткнення з горою, зачепив верхівку дерев. 4 члени екіпажу не постраждали. Літак у подальшому був повернутий у Польщу і розібраний на запчастини.[225][226][227]
- 31 березня 2010,  — E-2C «Хокай» (серійний номер 165508, 121-ша авіаносна ескадрилья раннього попередження, 7-го авіаносного авіакрила ВМС США). Впав в північній частині Аравійського моря, повертаючись на борт авіаносця «Дуайт Ейзенхауер». Причина падіння — механічна несправність. Один член екіпажу загинув. Троє встигли катапультуватися і були врятовані.[228]
- 28 листопада 2010,  — «Рафаль» F.3 (серійний номер 18, 12-та флотилія Військово-морських сил Франції). Літак впав у Аравійське море, повертаючись з бойового завдання на авіаносець Шарль де Голль (авіаносець) (фр. Charles de Gaulle). Катастрофа виникла у 100 км від узбережжя Пакистану. Причина — технічна несправність. Пілот встиг катапультуватися і був підібраний рятувальним вертольотом.[229][230]

2011:
- 24 травня 2011,  — «Міраж» 2000D (серійний номер 3-JK 612, винищувальне авіакрило 2/3 «Шампань» (фр. Escadron de chasse 2/3 "Champagne"), Військово-повітряні сили Франції). Впав у провінції Фарах у 100 кілометрах на захід від міста Фарах при виконанні бойового завдання. Причина катастрофи — технічна несправність. Обидва пілоти катапультувалися і були підібрані рятувальним вертольотом.[231][232]
- 6 липня 2011 - — Іл-76 (серійний номер 4K-AZ 55). Транспортний літак авіакомпанії АЗАЛ розбився в афганській провінції Парван на північ від столиці країни Кабул. Літак врізався у гору на висоті близько 3,8 тисяч метрів. Екіпаж літака складався з громадян Азербайджану і Узбекистану. Загинули усі, хто знаходився на борту. Пізніше відповідальність за катастрофу літака взяв на себе Талібан.[233]
- 18 грудня 2011,  — М-28 «Скайтрак» (серійний номер 08-0319, 318-та ескадрилья спеціальних операцій, 27-ме авіакрило спеціальних операцій ВПС США). При посадці в населеному пункті Валан Рабат в районі Шахджой провінції Забуль з'їхав з ВПП і перевернувся. На борту знаходилось три члени екіпажу і чотири пасажири. Всі відбулися незначними травмами.[234]

2012:
- 18 лютого 2012,  — U-28A «Пілатус» (серійний номер 07-0736, 34-та ескадрилья спеціальних операцій ВПС США). Повертаючись з розвідувального польоту над Афганістаном, розбився в Джибуті при заході на посадку в п'яти милях від злітної смуги американської військово-морської бази Lemonnier. Причиною катастрофи названа «просторова дезорієнтація» пілота. Всі 4 члени екіпажу загинули.[235][236]
- 28 березня 2012,  — F-15E «Страйк Ігл» (391-ша винищувальна ескадрилья, 366-ї оперативной групи, 366-го винищувального авіакрила, 12-ї повітряної армії ВПС США). Розбився під час тренувального польоту в 15-ти милях від авіабази Al Dhafra в Абу-Дабі (ОАЕ), зіштовхнувшись через помилку пілота з радіо-вишкою. Пілот загинув, а член екіпажу встиг катапультуватися і відбувся незначними травмами.[237][238]
- 18 липня 2012,  — на заході Афганістану розбився військовий літак Міжнародних сил сприяння безпеці. Двоє військових зазнали поранення. Причина катастрофи невстановлена[239][240].
- 14 вересня 2012,  — шість AV-8B Harrier II (211-та штурмова ескадрилья[en], 13-ї авіагрупи, 3-го авіакрила Корпусу морської піхоти США). Були знищені на землі при нападі талібів на американську військову базу Кемп-Лезернек[en] в провінції Гільменд. Ще два Harrier II в результаті нападу були пошкоджені.[241][242][243]
- 12 грудня 2012,  — вранці в районі Годар Барана повіту Нава провінції Гільменд розбився літак НАТО. Тип літака і причини аварії не встановлені. Про кількість жертв не повідомлялося[244].

2013:
- 3 квітня 2013,  — F-16С Block 50 «Файтінг Фалкон» (серійний номер 00-0219, 77-ма експедиційна винищувальна ескадрилья[en], 20-ї оперативної групи, 20-го винищувального авіакрила, 9-ї повітряної армії[en] ВПС США). Повертаючись з бойового вильоту, розбився пізно увечері, урізавшись в гору в 20 км на південь від авіабази Баграм в районі Дех Сабз. Пілот загинув. Причиною катастрофи названа сукупність несприятливих погодних умов і помилка пілота.[245][246]
- 8 квітня 2013,  — F/A-18F «Супер Горнет» (серійний номер 166615, 103-тя ударна винищувальна ескадрилья ВМС США). При поверненні на борт авіаносця «Дуайт Ейзенхауер» впав у воду і затонув у північній частині акваторії Аравійського моря. Причиною аварії названо пошкодження одного з двигунів літака, яке він отримав в результаті дозаправки в повітрі. Пілоти катапультувались і були підібрані рятувальною командою.[247][248]
- 23 квітня 2013,  — BAe.125 CC3 (серійний номер ZD704, 32-га ескадрилья Королівських ВПС Великої Британії). Отримав численні пошкодження фюзеляжу під час сильного граду, знаходячись на аеродромі Кандагара. Літак був повернутий до Великої Британії і пізніше визнаний таким, що не підлягає ремонту.[249][250][251]
- 27 квітня 2013,  — MC-12W «Ліберті» (серійний номер 09-0676, 361-ша експедиційна розвідувальна ескадрилья, 451-го повітряного експедиційного авіакрила ВПС США). Розбився у районі Шахджой в провінції Забуль, коли виконуючи розвідувальний польот, при спробі набрати висоту, зірвався штопор. Загинули всі 4 члени екіпажу.[252][253][254]
- 29 квітня 2013,  — Boeing 747-400. Транспортний літак одразу після зльоту о 15:30 впав неподалік бази Баграм, що в 50 км від Кабула. На борту знаходилось семеро людей, всі вони загинули. Причина катастрофи нез'ясована[255][256].
- 3 травня 2013,  — КC-135R «Стратотанкер» (серійний номер 63-8877, 376-го повітряного експедиційного авіакрила ВПС США). Розбився на території Киргизії у високогірській ущелині в Панфіловському районі Чуйської області на захід від авіабази Манас, направляючись на бойову місію по підтримці міжнародної коаліції в Афганістані. Загинули 3 члени екіпажу. Причиною катастрофи названо неправильні дії екіпажу в умовах підвищеної турбулентності.[257][258]
- 19 травня 2013,  — C-130J «Геркулес» (серійний номер 04-3144, 41-ша ескадрилья повітряних перевезень, 19-го експедеційного авіакрила ВПС США). Отримав сильні пошкодження в результаті жорсткої посадки і подальшого займання на ВПП передової оперативної бази Shank в провінції Логар. Члени екіпажу не постраждали. Пошкоджений літак був знищений силами ISAF 1,5 місяця потому.[259][260][261]

2014:
- 10 січня 2014,  — Beechcraft 300 «Кінг Айр» (Армія США). Розбився при нез'ясованих обставинах в районі авіабази Баграм під час виконання розвідувального польоту. Загинуло двоє військовослужбовців США і 1 цивільний службовець ISAF.[262][263][264][265]

## Конвертоплани
- 9 квітня 2010,  — CV-22B «Оспрі» (серійний номер 06-0031, 8-ма ескадрилья спецоперацій, 1-го авіакрила спецоперацій ВПС США). Розбився під час посадки в нічний час в 11 км від міста Калат в провінції Забуль. Причина катастрофи — технічна несправність або помилка екіпажу. З 19-ти осіб, що знаходились на борту, загинуло двоє членів екіпажу, 1 військовослужбовець США і афганський перекладач. Декілька осіб зазнали незначних травм. Ушкоджений конвертоплан був знищений бомбовим ударом силами міжнародної коаліції.[266][267]

## Безпілотні літальні апарати
- Австралія: у період з грудня 2009 року по 27 червня 2012 мали місце «кілька пригод», пов'язаних з БПЛА, і щонайменше 1 безпілотний апарат «Heron» розбився[268][269]
- Велика Британія: у період з 2007 року по 15 грудня 2012 втратила в Афганістані 1 «Reaper» і 11 «Hermes 450»[270], також були втрачені 25 міні-БПЛА «Black Hornet» і «Tarantula Hawk»[271];
- Німеччина:

- 24 вересня 2009 — над Кабулом безпілотний апарат «Luna X-2000» німецького контингенту ISAF в 50 метрах від авіалайнера Airbus A300 афганської авіакомпанії «Ariana» потрапив у повітряні потоки і розбився..
- 17 березня 2010 — на базі німецького контингенту в районі міста Кундуз безпілотний апарат «Heron-1» після виконання першого тестового польоту приземлився, але потім раптово набрав швидкості і врізався в транспортний літак C.160, що стояв на зльотній смузі. В результаті зіткнення БПЛА отримав серйозні ушкодження.
- в кінці червня 2010 року в провінції Кундуз з технічних причин розбився безпілотний апарат «Luna X-2000»
- на початку серпня 2010 року в провінції Кундуз з технічних причин розбився безпілотний апарат «KZO» німецького контингенту
- 19 грудня 2010 року в результаті відмови двигуна було втрачено безпілотний апарат «Heron-1», уламки якого були знищені вибухом
- в серпні 2011 року представник ISAF повідомив про те, що в районі Charkhab провінції Кундуз «з технічних причин» розбився БПЛА німецького контингенту, але відмовився надати додаткову інформацію щодо цього інциденту.

- Іспанія:

- на початку липня 2008 року з невстановленої причини розбився безпілотний літак «Searcher-2» іспанського контингенту.
- 28 листопада 2012 року в повіті Паштун Заргун провінції Герат з технічних причин розбився БПЛА іспанського контингенту, який робив аерозйомку місцевості

- Канада: у період з 2007 до кінця 2010 року в Афганістані розбилися кілька БПЛА канадського контингенту[281]
- Франція: у період з 15 жовтня 2008 року по 29 червня 2012 розбилися в Афганістані 12 безпілотних літальних апаратів «Sperwer»[282]
- США: з боку офіційної влади США є свідчення про втрату кілька БПЛА:

- перші два американських БПЛА були втрачені в Афганістані в кінці вересня 2001 року (перед початком військової операції) і 3 листопада 2001 року
- 30 грудня 2001 року в північно-східній частині Афганістану розбився RQ-4A «Global Hawk» ВПС США (номер AV-5)
- 10 липня 2002 року розбився RQ-4A «Global Hawk» ВПС США
- в лютому 2007 року в 60 милях на північ від міста Джелалабад з технічної причини неспраності розбився безпілотний літальний апарат MQ-1 «Predator» ВПС США
- в червні 2008 року в шести милях на південь від авіабази Кандагар розбився безпілотний апарат MQ-1 «Predator»
- в листопаді 2008 року над авіабазою Кандагар був втрачен БПЛА «Predator»
- 13 травня 2009 року при невстановлених причинах в Афганістані був розбитий БПЛА MQ-1B «Predator» ВПС США;
- 13 вересня 2009 року в Афганістані було втрачено зв'язок з американським MQ-9 «Reaper», який був знищений ракетою «повітря-повітря» винищувача F-15E
- 15 січня 2010 року, виконуючи нічний польот над південними районами Афганістану, розбився MQ-1 «Predator» ВПС США;
- 9 лютого 2010 року в східній частині Афганістану розбився MQ-1B «Predator» ВПС США;
- 14 березня 2010 року в південні частині Афганістану розбився MQ-1B «Predator» ВПС США;
- в кінці вересня 2010 року безпілотний літальний апарат США розбився в провінції Пактіка;
- 15 серпня 2011 року транспортним літаком C-130 був знищен БПЛА, а літак отримав серйозні ушкодження і був вимушений зробити аварійну посадку.
- 20 серпня 2011 року в 105 милях на північ від Кандагара розбився EQ-4B «Global Hawk» (номер 04-2017) ВПС США;
- 17 вересня 2011 року на території Пакистану, неподалік кордону з Афганістаном, у районі Jangara провінції Південний Вазиристан розбився безпілотний апарат США
- 18 лютого 2012 року на території Пакистану в Machikhel (на території провінції Північний Вазиристан, в 30 км на схід від міста Міраншах) розбився БПЛА США
- 6 квітня 2012 року в північній частині Афганістану розбився MQ-8B Fire Scout, командування ISAF підтвердило втрату апарата.
- 14 квітня 2012 року в результаті відмови двигуна розбився MQ1-B Predator ВПС США (162nd Reconnaissance Squadron)
- 1 грудня 2013 року БПЛА США розбився в районі Zarghun Shahar (провінція Пактіка)
- 5 червня 2013 року в провінції Гільменд на північ від військової бази «Camp Leatherneck» розбився БПЛА K-MAX морської піхоти США
- 3 серпня 2011 року БПЛА НАТО розбився в провінції Нангархар на сході Афганістану в районі ферми Хадда, в околицях міста Джелалабад. По даним ISAF, аварія БПЛА виникла внаслідок технічних причин.
- 7 жовтня 2011 року в районі Чарх Аб міста Кундуз провінції Кундуз було втрачено зв'язок з 1 БПЛА ISAF. Представник талібів заявив, що БПЛА був збитий. Прес-служба ISAF підтвердила інцидент, але повідомила, що БПЛА впав у зв'язку з технічнимим несправностями
- 11 грудня 2012 року БПЛА МССБ розбився в провінції Гільменд.
- 27 грудня 2012 року в повіті Ахмадабад провінції Пактія розбився БПЛА ISAF, уламки якого пізніше були евакуйовані

## Цивільні втрати
- 22 лютого 2004: AB-212 розбився в 65 кілометрах на північ від Кандагара, після того як він потрапив під вогонь повстанців.[307]
- 27 листопада 2004: CASA C-212, який був орендован у Міністерства оборони, розбився неподалік гори Баба. Всі шість членів екіпажу загинули.[308]
- 30 грудня 2004: Іл-76 розбився неподалік аеропорту Кабула.[309]
- 25 квітня 2005: Ан-12 розбився на злітно-посадковій смузі аеропорту Кабула. П'ять з шести членів екіпажу отримали легкі поранення.[310]
- 11 листопада 2005: Іл-76 розбився неподалік міста Shahidan в 30 км на північ від Кабула. Літак перевозив харчі та амуніцію для солдатів коаліції. Весь екіпаж (п'ять росіян, двоє українців і один пакистанець) загинули.[311]
- 24 квітня 2006: Ан-26 збитий при посадці в аеропорту Bost (Лашкар Гах). Члени екіпажу загинули.[312]
- 27 липня 2006: Мі-8 розбився на шляху з Хоста до Кабула. Всі 16 пасажирів на борту, серед яких два нідерландських солдата, загинули[313]
- 3 грудня 2006: Мі-16 розбився. Всі 8 росіян, що знаходились на борту вертольоту, загинули.[314]
- 14 лютого 2008: Іл-76 компанії Continental Airlines був підбитий перед приземленням у аеропорту Кандагара.[315]
- 14 липня 2009: Мі-16 був збитий. Екіпаж загинув.[316]
- 19 липня 2009: Мі-8 розбився неподалік авіабази Кандагара. На борту знаходилось 21 особа, з яких 5 поранено, а 16 померли на місці від отриманих травм.[317]
- ОАЕ 23 листопада 2009: Мі-8 розбився в провінції Логар. Троє українців, що знаходились на борту, загинули[318]
- 1 березня 2010: Airbus A300 не вдалося піднятися зі злітно-посадкової смуги авіабази Баграм. Літак був покинутий.[319]
- 2 травня 2010: Мі-8 (EX-40008) розбився при спробі здійснити аварійну посадку на передовій оперативній базі Kalagush, що в Нурістані.[320]
- 30 травня 2010: Мі-8 здійснив аварійну посадку в районі Jaji (провінція Пактія).[321]
- 4 червня 2010: Lockheed L-100 був істотно ушкоджений при посадці в Шарані.[322]
- 6 липня 2011: Lockheed L-100 пролетаючи над Кабулом, був збитий і впав у горах. Всі члени екіпажу загинули.[323]
- 12 жовтня 2011: Іл-76 розбився, врізавшись у гору неподалік Баграма.[324]

## Загальна статистика
| Літаки                    | # |
| Harrier II                | 8 |
| C-130/KC-130/MC-130/C.1   | 7 |
| Іл-76                     | 5 |
| C-12/МС-12/Beechcraft 300 | 3 |
| F/A-18                    | 3 |
| F-16                      | 2 |
| B-1B                      | 2 |
| F-15E                     | 2 |
| L-100                     | 2 |
| КC-135                    | 1 |
| E-2C                      | 1 |
| F-14                      | 1 |
| P-3                       | 1 |
| U-2                       | 1 |
| U-28                      | 1 |
| М-28                      | 1 |
| BAe.125                   | 1 |
| Міраж 2000                | 1 |
| Німрод                    | 1 |
| Рафаль                    | 1 |
| Торнадо                   | 1 |
| Boeing 747—400            | 1 |
| AB-212                    | 1 |
| C-212                     | 1 |
| АН-12                     | 1 |
| АН-26                     | 1 |
| Airbus A300               | 1 |
| Інші невідомі             | 2 |
| Разом: 54 літаки          |   |

| Вертольоти                          | #  |
| «Chinook» CH-47/MH-47/CH-147/HC.2   | 31 |
| «Black Hawk» UH-60/HH-60/MH-60/S-70 | 21 |
| «Apache» AH-64                      | 16 |
| «Kiowa» OH-58                       | 9  |
| «Sea Stallion» CH-53/MH-53          | 7  |
| Мі-8                                | 5  |
| «Super Cobra» AH-1W                 | 4  |
| «Iroquois» UH-1N/UH-1Y/CH-146       | 4  |
| «Hind» Ми-24                        | 4  |
| «Gazelle» SA-342M                   | 2  |
| Мі-16                               | 2  |
| «Tiger» ЕС665                       | 1  |
| «Merlin» AW101                      | 1  |
| «Lynx»                              | 1  |
| «Cougar» AS.532                     | 1  |
| «Super Puma» AS.332                 | 1  |
| «Sea Knight» CH-46                  | 1  |
| Мі 26                               | 1  |
| Інші невідомі                       | 3  |
| Разом: 115 вертольотів              |    |

| Безпілотні літальні апарати              | #  |
| Black Hornet                             | 25 |
| Sperwer                                  | 12 |
| Hermes                                   | 11 |
| MQ-1                                     | 6  |
| Heron                                    | 3  |
| RQ-4A                                    | 2  |
| Luna X-2000                              | 2  |
| Searcher-2                               | 1  |
| EQ-4B                                    | 1  |
| MQ-8B                                    | 1  |
| Reaper                                   | 1  |
| K-MAX                                    | 1  |
| KZO                                      | 1  |
| Інші невідомі                            | 13 |
| Разом: 80 безпілотних літальних апаратів |    |

| Конвертоплани         | # |
| CV-22B                | 1 |
| Разом: 1 конвертоплан |   |